# 阿尼塞-喬治·多洛蓋萊
阿尼賽·喬治·多洛蓋爾（法語：Anicet-Georges Dologuélé，生於1957年）曾經擔任中非共和國總理，任期從1999年1月4日至2001年4月1日為止。之後在2001年至2010年期間，他則擔任了中非國家銀行總裁。